# Mel Mathay
Ismael "Mel" Mathay jr. (Manilla, 26 juni 1932 – Pasig, 25 december 2013) was een Filipijns bestuurder en politicus.

## Biografie
Mathay werd geboren op 26 juni 1932 in de Filipijnse hoofdstad Manilla. Zijn ouders waren Auditor General Ismael Mathay sr. en Josefina Austria. Hij studeerde aan de University of the Philippines en behaalde aan deze instelling in 1953 zijn bachelor-diploma bestuurskunde. In 1957 volgde een bachelor-diploma rechten aan San Beda College. Datzelfde jaar slaagde hij voor het toelatingsexamen (bar exam) van de Filipijnse balie.
Mathay was president van Purefoods Corporation van 1959 tot 1961 en van Capital Motor Corporation van 1963 tot 1967. In 1967 werd hij gekozen tot viceburgemeester van Quezon City. Vanaf 1973 tot 1975 was hij twee jaar interim-burgemeester. Van 1979 tot de val van president Ferdinand Marcos in 1986 was Mathay vicegouverneur van de Metro Manila Commission. Tevens was hij namens Quezon City van 1984 tot 1986 lid van het regulier Batasang Pambansa en was hij van 1980 tot 1987 directeur van het Metropolitan Waterworks and Sewerage System (MWSS). 
Na het herstel van de democratie werd hij bij de verkiezingen van 1987 gekozen als afgevaardigde van het vierde kiesdistrict van Quezon City in het Filipijns Huis van Afgevaardigden. Bij de verkiezingen van 1992 volgde een verkiezing tot burgemeester van Quezon City. In 1995 en in 1998 werd herkozen. In deze periode was hij van 1992 tot 1994 voorzitter van Metropolitan Manila Development Authority. Bij de verkiezingen van 2010 deed opnieuw mee aan de verkiezingen voor het burgemeesterschap van Quezon City. Hij verloor echter van Herbert Bautista.
Mathau kreeg op 1e kerstdag 2013 een stilstand in zijn huis in Quezon City. Kort daarop overleed hij op 81-jarige leeftijd in Medical City in Pasig. Mathay was tot haar dood in november 2012 getrouwd met Sonya Gandionco. samen kregen zijn vier kinderen: Maria Aurora, Ismael III, Ramon en Maria Sonya. In februari 2013 hertrouwde hij met Vilma Valera, met wie hij al 40 jaar een relatie had. Samen kregen zij een zoon Anthony. Zoon Ismael Mathay III was ook lid van het Filipijns Huis van Afgevaardigden.